# Harry Partch

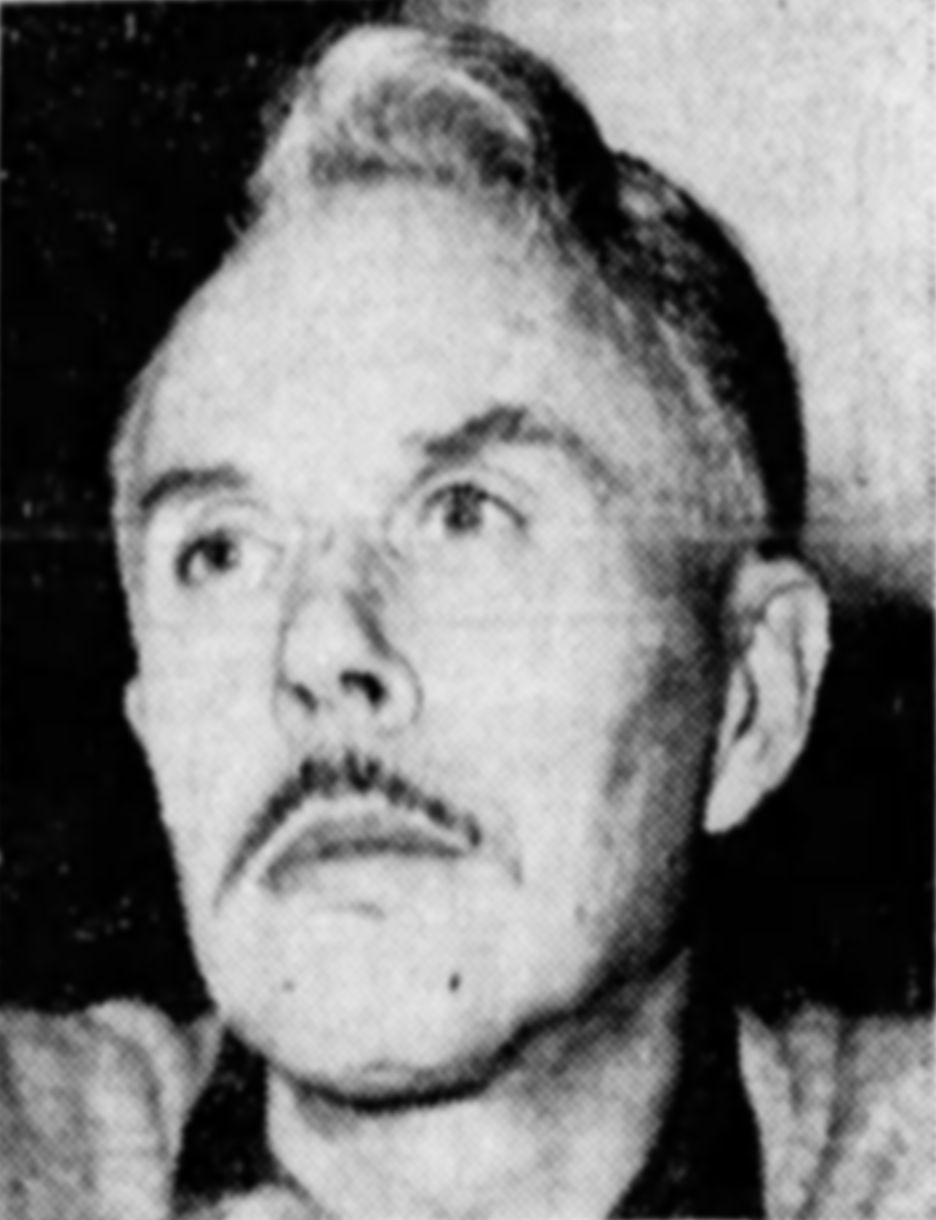
Harry Partch im Jahr 1952

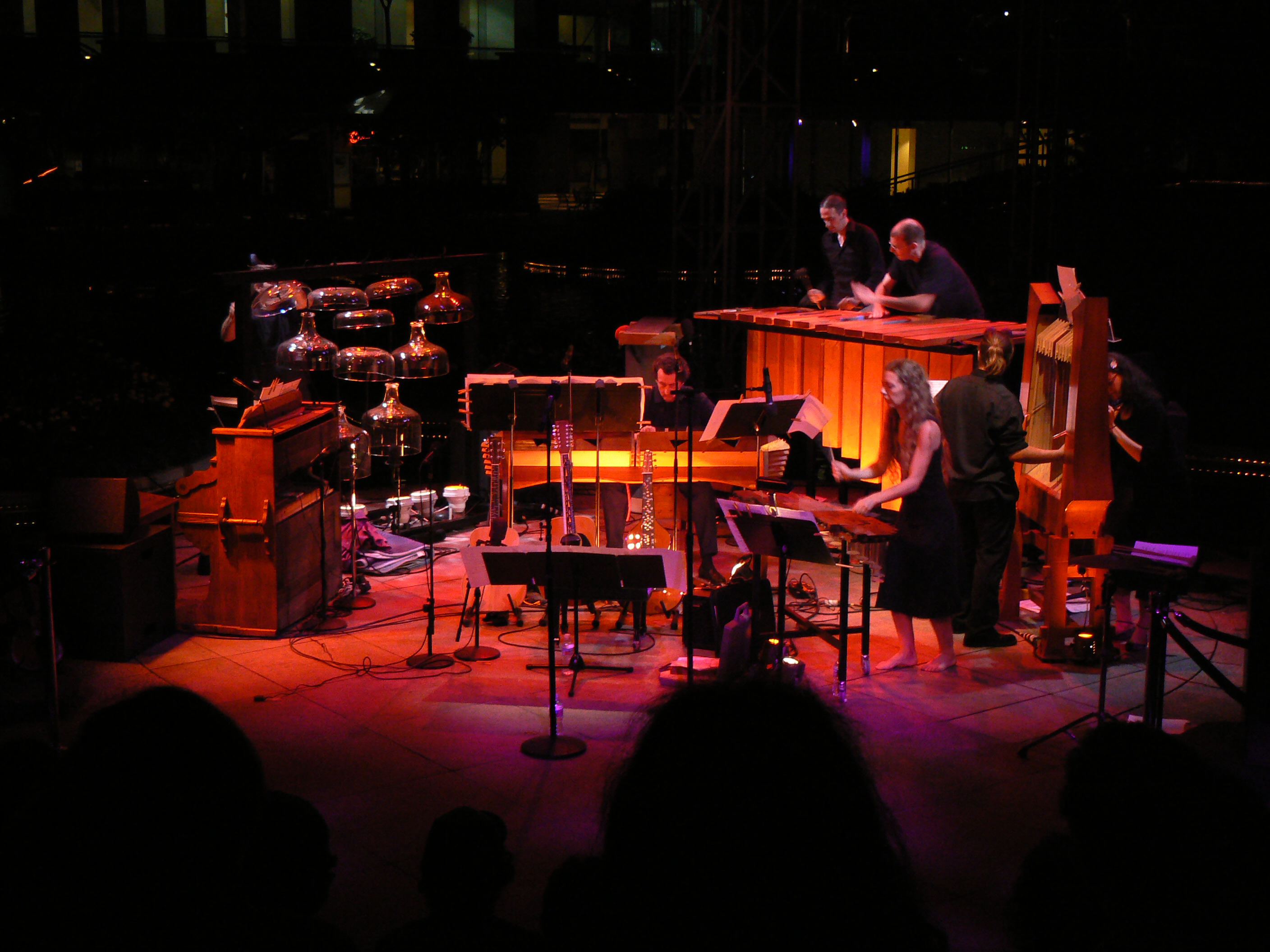
Partch Ensemble (California Plaza, 2007)

Harry Partch (* 24. Juni 1901 in Oakland, Kalifornien; † 3. September 1974 in San Diego, Kalifornien) war ein US-amerikanischer Komponist, Erfinder, Instrumentenbauer und avantgardistischer Theoretiker. Er gehört zu den ersten westlichen Komponisten, die sich mikrotonaler Musik zuwandten. Die meisten Musikstücke schrieb Partch für selbst erfundene und gebaute Instrumente, die in reiner („Just Intonation“) 11-Limit-Stimmung gestimmt waren (auf ganzzahligen Verhältnissen beruhend, bis zum 11. Naturton gehend).

## Leben

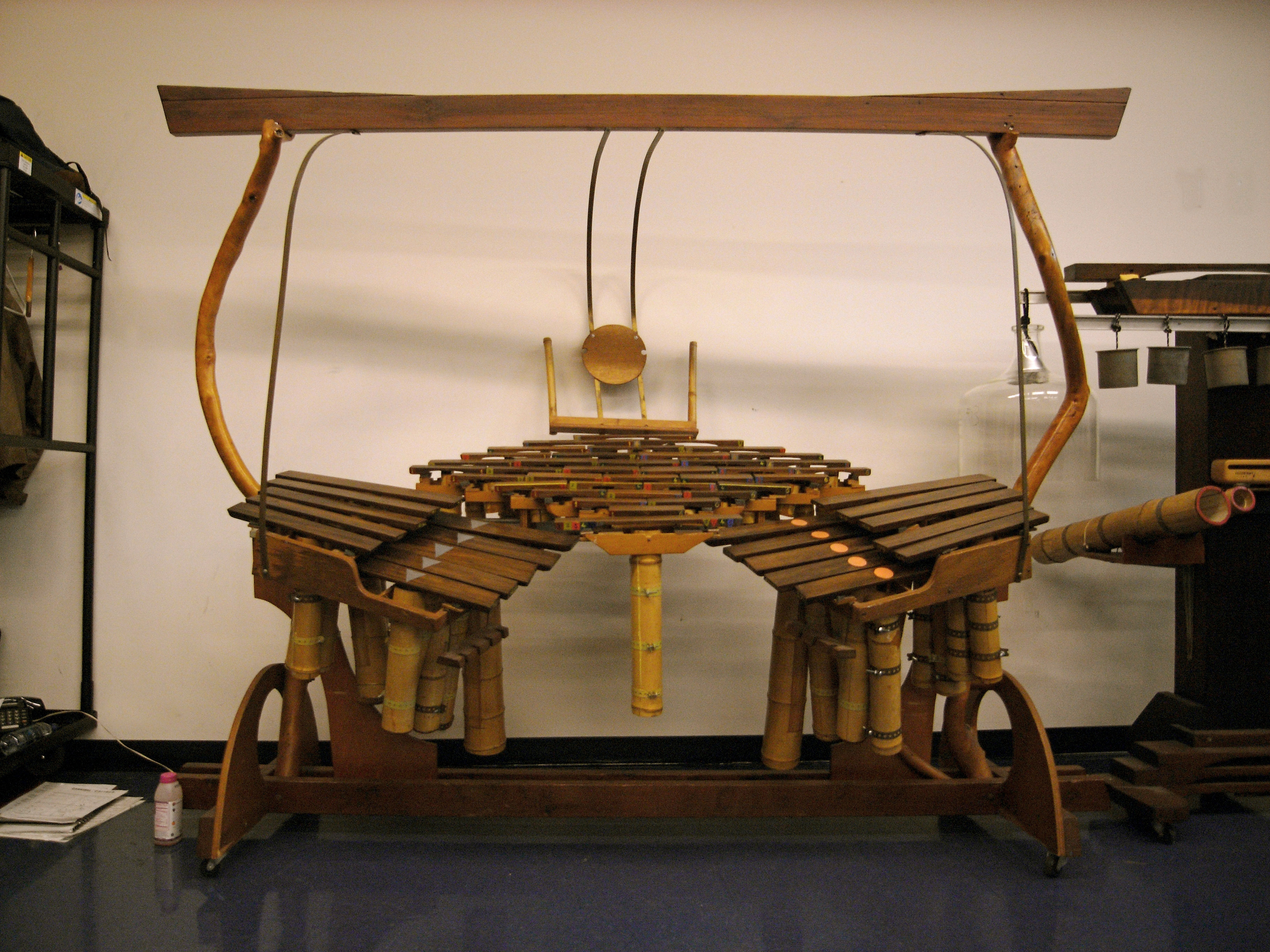
Quadrangularus Reversum, Harry Partch

Partch war der Sohn von Virgil Franklin Partch (1860–1919) und Jennie Partch, geborene Childers, (1863–1920).
Beide Eltern des Komponisten waren presbyterianische Missionare, die noch kurz vor seiner Geburt in China arbeiteten. Als Kind lernte Harry Partch Instrumente wie Klarinette, Harmonium, Bratsche und Gitarre. Schon im frühen Alter komponierte er seine ersten Stücke. In frühen Werken bediente er sich der in der abendländischen Musik gängigen Zwölftontemperierung. Mit der Zeit sah er aber wesentliche Mängel in der herkömmlichen Stimmung wegen der Unreinheit der temperierten Intervalle und der Nichtbeachtung von reinen Intervallen über die Terz hinaus. Partch datierte diesen Wechsel auf 1923, als er Hermann von Helmholtz’ Die Lehre von den Tonempfindungen als physiologische Grundlage für die Theorie der Musik (in der Übersetzung von Alexander J. Ellis) entdeckte. 1930 verbrannte er alle seine früheren Werke, darunter viele Songs.
Besonderes Interesse zeigte Partch für die musikalischen Elemente der gesprochenen Rede. Seine ersten erweiterten Tonleitern entwickelte er mit der Absicht, die Melodik der Sprechstimme wiedergeben zu können. Er baute eine eigene Variante der Bratsche, um sein Konzept zu demonstrieren. Sie hatte ein verlängertes Griffbrett mit metallenen Punkten für abzugreifende „naturreine“ Intervalle und wurde wie ein Violoncello gespielt. Ein wesentliches frühes Werk für diese „Adapted Viola“ mit Gesang sind seine Seventeen Lyrics nach Li-Po-Texten (1930–33).
Partch erhielt 1934 ein Stipendium der Carnegie Corporation, das ihm die Möglichkeit gab, nach London zu gehen, um unter anderem altgriechische Tonsysteme zu studieren. Während seines Aufenthalts in Europa traf Partch in Dublin den Dichter William Butler Yeats. Partch brauchte dessen Zustimmung, um Yeats’ Übersetzung von „König Ödipus“ des Sophokles in einer Oper zu nutzen. Zum Treffen nahm Partch eines seiner Instrumente, eine adaptierte Gitarre mit und begleitete damit seinen eigenen Gesang. Yeats war begeistert und meinte, „ein Stück mit diesem wundersamen Instrument und mit derartiger Musik dürfte wirklich sensationell sein“. So erhielt Partch den Segen des Dichters, der leider nicht schriftlich fixiert wurde.
Partch hatte vor, eigenhändig Instrumente für die Aufführung zu bauen. Nach dem Ablauf seines Stipendiums geriet Partch, 1935 in die USA zurückkehrend, in die „Great Depression“, fand keine Arbeit und musste sich als Gelegenheitsarbeiter durchschlagen. Diese Zeit als „Hobo“ prägte ihn nachhaltig und führte dazu, dass er nicht nur mit dem westlichen Musikleben, sondern letztlich mit der westlichen Gesellschaft brach. Er war ein extrem selbständiger aber auch „schwieriger Charakter“. Trotzdem fand er immer wieder Freunde, die seine enorme Begabung erkannten und ihn unterstützten, sei es mit Stipendien oder mit Gelegenheiten, auf Ranches (Gualala, California) oder an Universitäten Instrumente zu bauen und Aufführungen mit jungen Leuten zu organisieren.
1941 schrieb Partch Barstow - Eight Hitchhiker Inscriptions from a Highway Railing at Barstow, California, ein Werk für Gesang und (in der ersten Version) „Adapted Guitar“. Der Text ist von Graffiti inspiriert, die der Autor an einem Autobahnkreuz in Barstow (Kalifornien) gefunden hatte. Das Stück gründet sich auf dem von Partch erdachten Tonvorrat aus 43 Stufen. Diese beruhen auf einer Erweiterung seines Tonalitätsdiamanten und verwenden ausschließlich ganzzahlige Intervalle im 11-limit, siehe dazu unten.
In seiner Zeit als Hobo verbrachte Partch viel Zeit auf „freight trains“, transamerikanischen Güterzügen, die ihn dann zu einem großen Werk inspirierten, U.S. Highball - A Musical Account of Slim’s Transcontinental Hobo Trip 1943. In seinen Grundzügen instrumentiert das Werk eine Frachtzugreise von San Francisco nach Chicago. Diese Reise hatte Partch im September 1941 tatsächlich unternommen. Auch in seiner Hobozeit veröffentlichte er Beiträge in einigen Zeitschriften. 1991, lange nach seinem Tod, erschien eine Sammlung von Partchs Artikeln und musikalischen Aufzeichnungen aus dieser Zeit unter dem Titel Bitter Music. Die Artikel enthielten oft Bruchstücke von Gesprächen mit Hobofreunden, die auf Notenlinien geschrieben wurden. Dabei notierte Partch die vom Sprecher gebrauchte Sprachmelodie. Diese Technik wurde richtungsweisend für alle vokalen Parts seiner Stücke. Schon vor Partch bediente sich Leoš Janáček ähnlicher Methoden. Nach Partch machte sich Steve Reich diese Technik fruchtbar, etwa in Different Trains.
1942 reiste Partch nach New York. Schon 1933 hatte er dort wichtige Komponisten und Musikwissenschaftler wie Charles Seeger, Walter Piston, Henry Cowell, Aaron Copland und Otto Luening getroffen. Letzterer vermittelte ihm dann 1942 Vorträge an diversen Hochschulen, unter anderem an der Eastman School of Music. Im März 1943 bekam Partch das lang ersehnte Guggenheim-Stipendium für die Konstruktion neuer Instrumenten und die Aufführung seines „Monophonic Cycle“ (unter Einschluss von Barstow und U.S. Highball) in der New Yorker Carnegie Chamber Music Hall 1944.
Vermittelt durch den Pianisten und Komponisten Gunnar Johansen begann 1944 Partchs Zusammenarbeit mit der Universität von Wisconsin in Madison. Dieser hatte Partch in New York kennengelernt. Die Music School hatte Partch zwar abgelehnt, aber die Sciences akzeptierten ihn. 1949 veröffentlichte die dortige University Press Partchs Buch Genesis of a Music, bereits 1947 fertiggestellt. Er setzt sich darin mit Musiktheorie und Instrumentenbau auseinander. Heute gilt das Werk als eine der grundlegenden Schriften zur Theorie mikrotonaler Musik. Es erlebte mehrere Auflagen und ist noch heute erhältlich.
Nach dem Auslaufen der Unterstützung durch die Universität 1947 blieb Partch im nördlichen Kalifornien. Johansen bot ihm schließlich die alte Schmiede auf seiner Ranch in Gualala an (nördlich von San Francisco), die Partch zu einem Studio ausbaute. Dort entstanden neue Instrumente, oft unter Einbeziehung der riesigen kalifornischen Redwoodtrees. 1950 zeichnete Partch dort mit jungen Leuten Tonaufnahmen auf, darunter der junge Komponist Ben Johnston mit seiner Frau Betty. In den 50er Jahren wurde Johnston einer seiner wesentlichen Förderer.
Zum Instrumentarium in Gualala zählten inzwischen ein umgebautes und speziell gestimmtes Harmonium, genannt "Chromelodeon", die "Adapted Guitar" und "Adapted Viola", die "Diamond Marimba", der "Harmonic Canon", die riesige "Kithara", die von einem Podest aus zu spielen ist und auch die mächtige "Bass Marimba" (die später von der "Marimba Eroica" an Größe noch übertroffen wurde). Partch wandte sich wieder dem unvollendeten Projekt Oedipus zu, aber die Testamentsvollstrecker des inzwischen verstorbenen Yeats’ verweigerten Partch ihre Erlaubnis für die Nutzung der Übersetzung. Partch sah sich gezwungen, eine eigene Übersetzung zu schaffen. 1952 wurde trotzdem eine Yeats-Fassung am Mills College in Oakland, California aufgeführt. Eine Kooperation mit Martha Graham in New York scheiterte aber am Copyright.
1953 musste Partch sein Studio am Mills College verlassen und etablierte sich in Sausalito, nördlich von San Francisco. Am „Gate 5“, einer verlassenen Werft, baute Partch ein Ensemble auf und gründete mit der Hilfe einiger Freunde („Harry Partch Trust Fund“) das berühmte „Gate 5“-Schallplattenlabel. Durch Privatverkäufe seiner Aufnahmen sicherte ihm das den Lebensunterhalt. In den 50er und 60er Jahren schuf Partch seine wesentlichen großen Bühnenwerke, die zugleich eine Bühnenpräsentation seines nun fertiggestellten Instrumentariums sind. Seine Instrumente werden gewissermaßen zu Handlungsträgern.

## Bedeutende Werke
Zu den bedeutenden Werken Partchs gehören The Bewitched (eine Art Mischung aus Ballett und Oper) und Revelation in the Courthouse Park (basierend auf dem Werk Die Bakchen des Euripides). Beide wurden in den 50er Jahren an der Universität von Illinois in Urbana realisiert, vermittelt durch den dort lehrenden Ben Johnston. Er komponierte die Tanz- und Theatermusik „Ring um den Mond“, „König Ödipus“ und „Der Verhexte“. Von einer Serie kurzer Werke erschienen unter dem Titel „Und am siebenten Tag fielen die Blumenblätter in Petaluma.“ Schallplatten.  Partchs letztes großes Werk war Delusion of the Fury (1965–66), uraufgeführt an der University of California in Los Angeles 1969. Von einigen Kritikern wird es als Partchs bedeutendstes Werk eingeschätzt.
Wie erwähnt, wurde Partch, Ende der 40er Jahre, von Freunden das Label „Gate 5“ eingerichtet. Hier entstanden bis 1962 Aufnahmen seiner Werke, darunter besonders die früheren Werke, etwa Barstow und US Highball, die seinen Stil ganz wesentlich zeigen. Neben Delusion ist aus den 60er Jahren gewissermaßen sein kammermusikalisches Meisterwerk zu nennen: And on the Seventh Day Petals Fell in Petaluma (1963–66). In den letzten Jahren seines Lebens wurden einige Aufnahmen von Columbia Records gemacht. Dazu gehört auch Delusion, womit Partch die Aufmerksamkeit der musikalischen Welt auch außerhalb der USA erregte. In seinen letzten Jahren wurde ein Film mit und über Harry Partch gedreht. Aus dessen Soundtrack entstand (1972) The Dreamer That Remains - A Study in Loving.

## Erfindungen

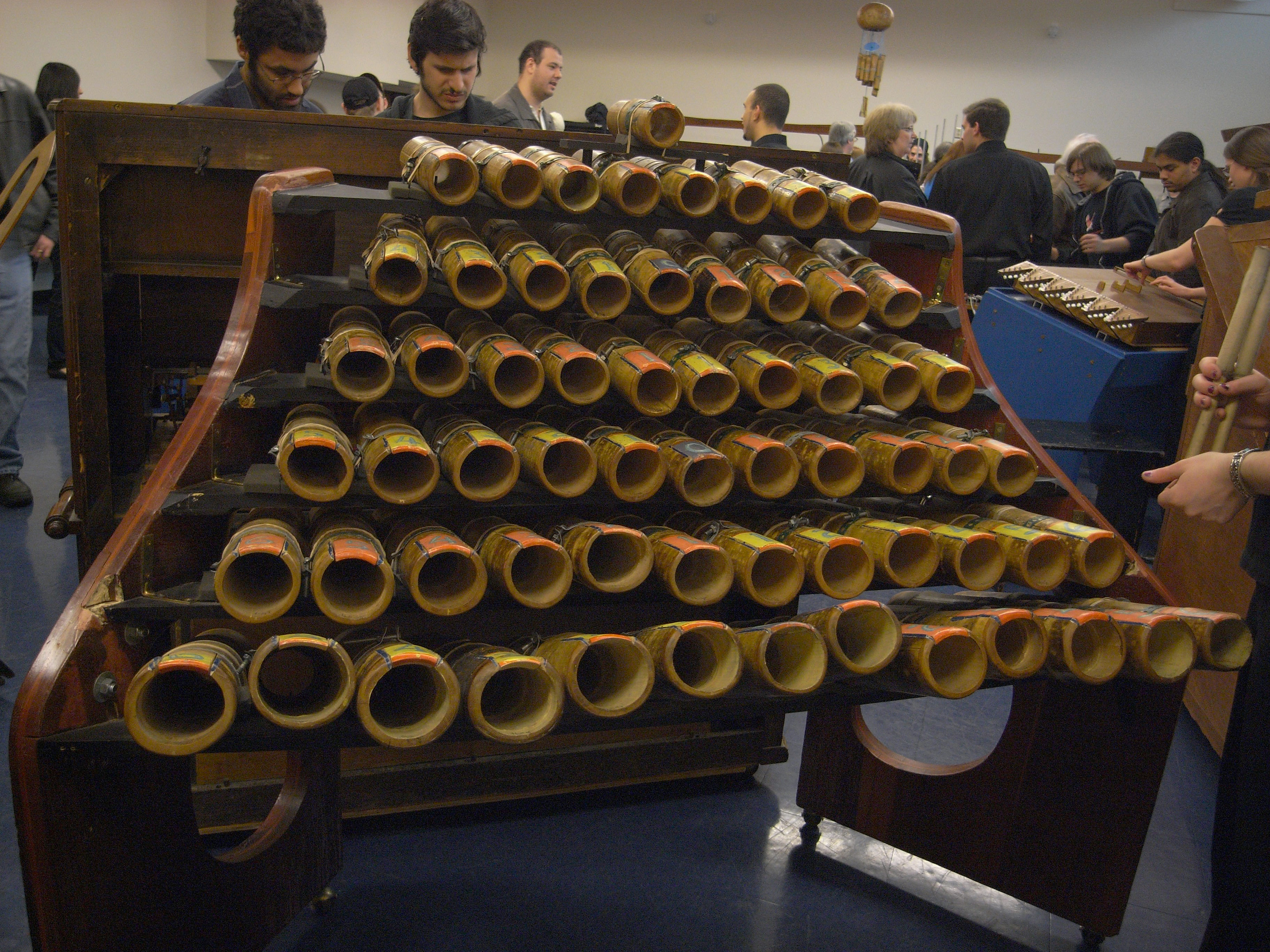
Boo II, Instrument auf Basis von Bambus-Marimbas

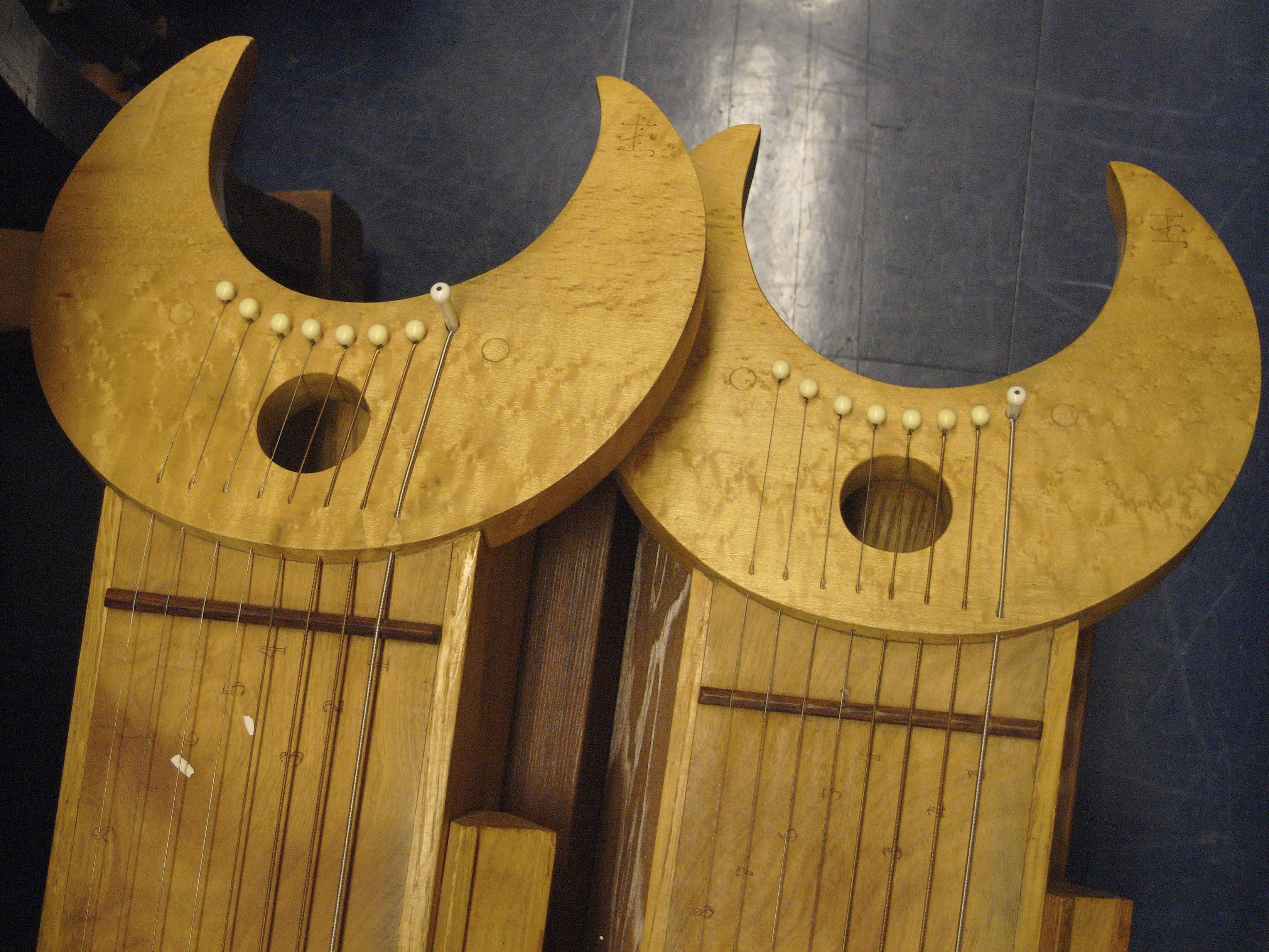
Variation einer Zither von Harry Partch

Um die seinen Vorstellungen entsprechenden Klänge auf der Basis, der die Oktaven unterteilenden 43 Mikrotöne erhalten zu können, erfand oder adaptierte Harry Partch eine ganze Reihe neuer Instrumente, wie die Cloud Chamber bowls aus Pyrex und das „Chromelodeon“, ein auf 43-teilige Oktaven gestimmtes Harmonium. Er produzierte für seine Zwecke vergrößerte Kitharas und baute Marimbas um.

## Tonsystem
Das Tonsystem Partchs gründet sich auf Hermann von Helmholtz’ Lehre von den Tonempfindungen, nach dessen Lektüre er das temperierte Tonsystem und den Dur-Moll-Dualismus ablehnte. Speziell kann man vielleicht auch von einer erweiterten Version des Tonalitätsdiamanten Max Meyers sprechen. Dieser „Diamant“ erzeugt auf seinen beiden diagonalen Achsen – so formulierte es Partch – „Otonalities“ und „Utonalities“: Otonalitäten (o='over', oder 'Dur') und Utonalitäten (u='under' oder 'Moll'). Diese „Otonalities“ und „Utonalities“ gehen aber über Dur und Moll hinaus, indem sie sowohl den 7., 9. als auch den 11. Naturton mit einbeziehen.
Partch geht aus von folgendem Netz von rationalen Zahlen als Intervallverhältnissen, wobei 1/1 den Grundton G seines Systems bezeichnet, 9/8 die große Sekunde A gemäß der naturreinen Stimmung, 5/4 die reine große Terz H (um ca. einen Zwölftelton tiefer als im temperierten System), 11/8 den 11. Naturton Cis (um ca. einen Viertelton tiefer), 3/2 die reine Quinte D (minimal höher) und 7/4 die Natursept (um ca. einen Sechstelton tiefer). Dies ist seine „Otonality“. Deren Werte sind in der Diagonale vom untersten Feld nach rechts oben abzulesen. Die gegenläufige Diagonale vom untersten Feld nach links oben enthält die Umkehrung der Werte und heißt bei Partch „Utonality“. Alle anderen Felder enthalten gemäß ihren Koordinaten das Produkt der Werte aus diesen Ausgangsdiagonalen, was einer musikalischen Addition der Intervalle entspricht. Folglich wiederholen alle Diagonalen in sich die Proportionen der jeweils parallelen Ausgangsdiagonalen, transponiert auf einen je anderen Startpunkt.
(Alle Werte links von der senkrechten Mittelachse erhalten einen zusätzliche Faktor 2 im Zähler. Dieser bewirkt lediglich eine Verschiebung um eine Oktave aufwärts und somit, dass die sich ergebenden Töne innerhalb einer Oktave eine Skala bilden, und ist für die Stimmungsverhältnisse irrelevant.)

Harry Partch: Tonal basis of his system: 11-limit tonality diamond

Um diese Zahlenverhältnisse annäherungsweise in Intervallverhältnisse in Cents umzurechnen, kann diese Formel benutzt werden:
Man bildet zum Wert des Bruches den Logarithmus zur Basis 10 (auf dem Taschenrechner „log“) und multipliziert mit 3986,3137. So erhält man für 11/10 einen Centwert von ca. 165. Das ist ein Intervall zwischen einer kleinen und einer großen temperierten Sekunde. 11/10 ist wie ein 11. Naturton 11/8 über einem Grundton, der eine Naturterz 4/5 (Partch schreibt hier oktaviert 8/5) unter G liegt (siehe die Position auf dem Diamanten), also 11/8*4/5=11/10.
Wegen o. e. Oktavierung der linken Seite des Diagrammes liegen alle Zahlenwerte zwischen 1 und 2, also in einer Oktave. So stehen auf den Tasten seines „Chromelodeons“, welches in reinster Form die gewünschten Tonhöhen zu spielen vermag, in allen Oktavlagen die Proportionen des Diamanten und aller weiteren hinzugefügten Intervalle als Zahlen aufgemalt.
Die im „Tonalitäts-Diamanten“ angegebenen Intervalle können in unserer Notenschrift nur schwer wiedergegeben werden, da viele Töne stark von der Temperierung abweichen. Wenn wir im folgenden Versuch ausgehen von einer quintenreinen Notendarstellung (die reine Quinte 3/2 ist nur um ca. 2 Cent höher als die temperierte), müssen Terzen, Septen und der 11. Naturton indiziert werden, um Partchs System mit unseren Noten anzudeuten. Die „Otonality“ auf G sieht dann im 1. Transkriptionsbeispiel folgendermaßen aus:
Die gegenläufige Diagonale von rechts unten nach links oben, die „Utonality“, ist die exakte Umkehrung der „Otonality“ und liest sich in dem 2. Transkriptionsbeispiel folgendermaßen (wir benutzen die Proportionszahlen aus Partchs Diamanten der Übersichtlichkeit halber; eigentlich müssten wir statt 16/9 besser 8/9 schreiben als Umkehrung von 9/8; Partch tat dies jedoch auch nicht, da einmal gewählte Proportionen für ihn jeweils eine Tonhöhe in allen Oktavlagen signalisierten):
Als Klangbeispiel folgt 1. „Otonality“ auf G, 2. „Utonality“ unter G, 3. Einige Wechsel von O- und U-Tonalities mit mikrotonalen Schattierungen
```
  
Partch O- und Utonality
ⓘ
/
?
```

Alle parallelen Diagonalen erzeugen entweder Otonalities oder Utonalities auf jeweils anderen Transpositionsstufen. Dies können wir uns in einer 3. Transkription anschaulich machen, die zunächst Partchs „Primary Tonalities“ transkribiert (das sind jene aus dem „Tonalitäts-Diamanten“) und dann seine „Secondary Tonalities“ hinzufügt, sowie des Weiteren noch einzelne reine Quinten: Diese hat Partch vor allem eingefügt, um eine ausgeglichene mikrotonale Skala zu bekommen.
Die Kombinationen der Indizes sind nötig, um die reinen Intervallverhältnisse der 5., 7. und 11. Naturtöne auch bei Tönen anzudeuten, die bereits von diesen Naturtonverhältnissen abgeleitet sind. Als Beispiel diene die Kombination tief-7 mit hoch-5: Die tiefgestellte 7 meint, dass es sich hier um eine Natursept handelt, also um ein Intervall 7/4 (ca.1/6ton tiefer). Und die gleichzeitig erscheinende hochgestellte 5 weist darauf hin, dass ein 4/5-Intervall der Ausgangspunkt dieser Natursept ist (ca. 1/12ton höher). Insgesamt wird dieser Ton in der Kombination der Indizes ca. 1/12ton tiefer stehen. Eine 11 hochgestellt bringt ca. 1/4ton nach oben, eine tiefgestellte 11 ca. 1/4ton nach unten.

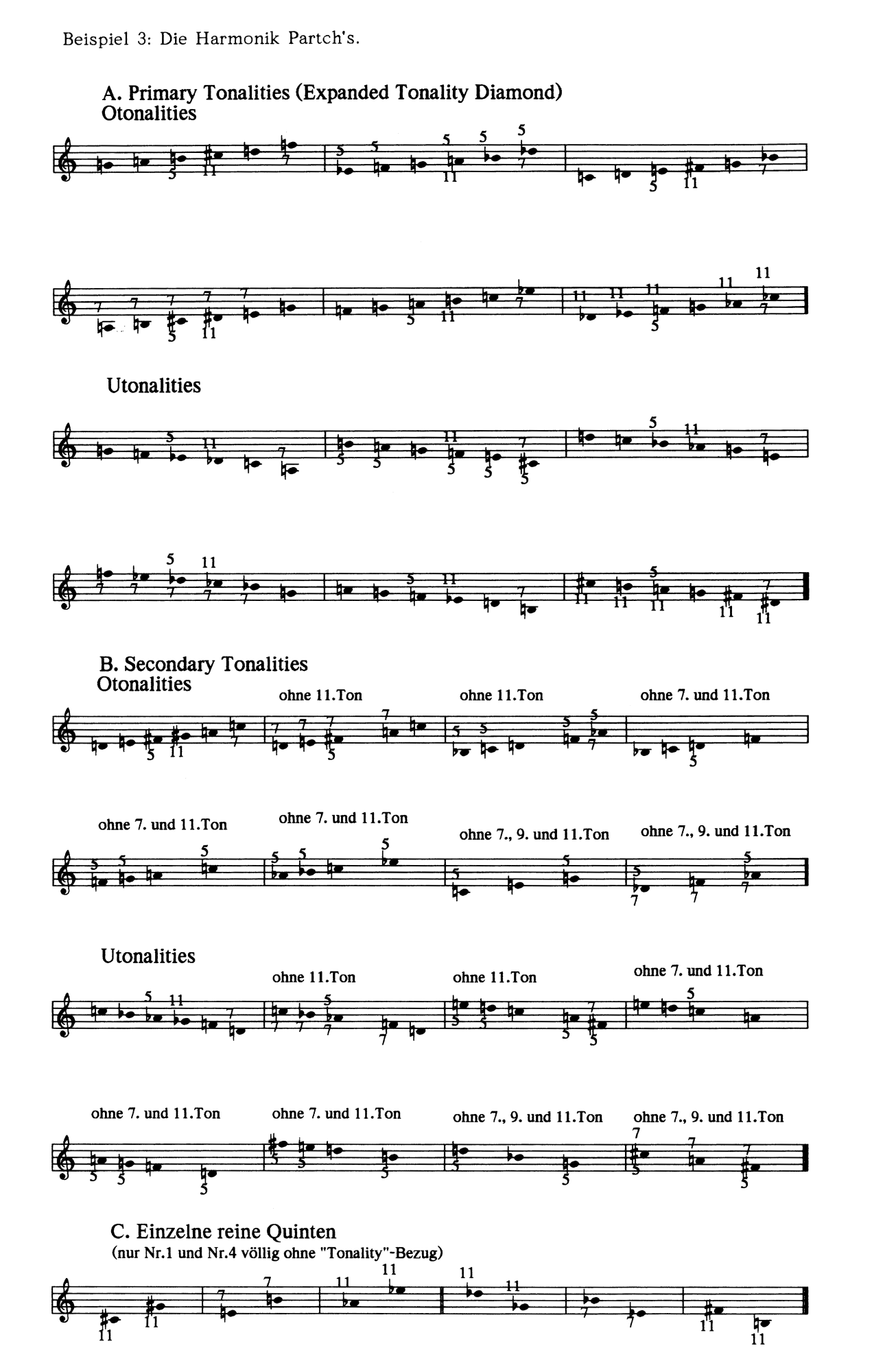
Harry Partch: 3. Transkription aller 43 Töne des Partch’schen Systems

Der gesamte 43-Tonvorrat von Partch wurde vom Komponisten gern in linearer Form verwendet, auf seinen Kitharas oder Canons gern in Arpeggioform. Die Transkription als Skala folgt im 4. Beispiel:

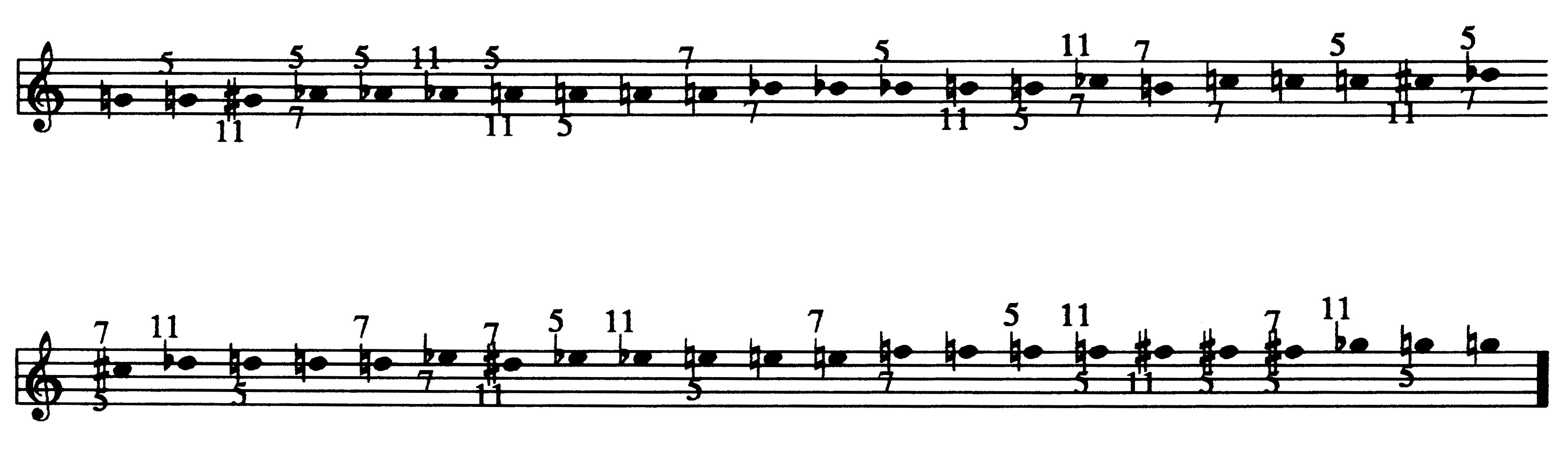
Harry Partch: 4. Transkription aller 43 Töne des Partch’schen Systems als Skala

Der „11-Limit“-Diamant mit dessen „Primary Tonalities“ ist anschaulich auf der „Diamond Marimba“ Partchs verkörpert, einem Percussionsinstrument, wo die Lamellen gemäß dem Tonalitätsdiamanten angeordnet sind, allerdings in einer anderen Reihenfolge: in Terz-Schichtung.

## Wirkung
Partch als Komponist bleibt bis in die Gegenwart hinein eine dem breiteren Publikum unbekannte Figur. Ungeachtet dessen genießt er großen Ruf in experimentellen und mikrotonalen Kreisen. Von vielen wird die Meinung vertreten, Harry Partch sei einer der bedeutendsten Komponisten des 20. Jahrhunderts. In den USA sind viele Komponisten und Musiker von ihm sehr stark beeinflusst, von der älteren Generation vor allem Ben Johnston und Ezra Sims, von der jüngeren etwa Larry Polansky, John Schneider oder der Fagottist Johnny Reinhard, der in New York das American Festival of Microtonal Music AFMM regelmäßig veranstaltet. Der bekannte zeitgenössische Komponist György Ligeti besuchte Partch 1972, wobei Partch ihm vorsang, sich auf der Adapted Viola begleitend. Ligeti brachte Schallplatten mit Partchs Musik in seine Hamburger Kompositionsklasse und machte Mikrotonalität zu einem wichtigen Thema. Er selbst wurde durch Partch zu mehreren mikrotonalen Werken angeregt, besonders zu seiner Bratschensonate und dem Hornkonzert. Ligetis Schüler Benedict Mason, Wolfgang von Schweinitz und Manfred Stahnke sind stark von Partch beeinflusst.
1974 starb Partch in San Diego an einem Aneurysma. Seit 1990 war Dean Drummond mit seiner Gruppe Newband bis zu seinem Tod 2013 Bewahrer der originalen Instrumente aus der Sammlung Harry Partchs. 2004 bekamen die Instrumente einen eigenen Raum innerhalb der Montclair State University in Montclair, New Jersey. Im neuen Alexander Kasser Theater dieser Universität wurde regelmäßig Partchs Musik gespielt. Seit November 2014 befinden sich die Instrumente in der University of Washington unter der Obhut von Charles Corey.
John Schneider, Komponist und Gitarrist, gibt in Californien häufig mikrotonale Konzerte unter Einschluss von Partchs Musik. Er ist der Leiter von Microfest. Sein Ensemble PARTCH benutzt Partchs originale Kithara 1.
Die Boston Microtonal Society um die Komponistin Julia Werntz und Joe Maneri in Boston, Massachusetts, widmet sich allen Aspekten mikrotonaler Musik, wobei Partchs „Just Intonation“ ein wichtiger Zweig ist.
Der Musikproduzent Hal Willner ließ auf dem Album Weird Nightmare: Meditations on Mingus, auf der Kompositionen von Charles Mingus durch Pop- und Jazzmusiker interpretiert werden, Teile des Original-Instrumentariums von Partch einsetzen. Paul Simon nutzte für die Aufnahme seines Songs Insomniac’s Lullaby ebenfalls das Instrumentarium von Partch.
Seit 2013 existiert in Europa ein vom Schlagzeuger Thomas Meixner im Auftrag des Ensemble MusikFabrik nachgebauter Satz Partch-Instrumente, mit dem das Ensemble am 23. August 2013 das Partch’sche Bühnenwerk Delusion of the Fury unter Leitung von Heiner Goebbels europaweit uraufführte. Auch On the Seventh Day Petals Fell in Petaluma wurde vom Ensemble aufgeführt.

## Schriften
- Genesis of a Music. Da Capo Press, New York 1974, ISBN 0-306-80106-X (englisch).
- Bitter music: collected journals, essays, introductions, and librettos. edited with an introduction by Thomas McGeary. University of Illinois Press, Urbana 1991, ISBN 0-252-01660-2 (englisch).